# Inden (Noordrijn-Westfalen)
Inden is een plaats en gemeente in Kreis Düren, Noordrijn-Westfalen, Duitsland. Tot 1 januari 1972 behoorde de gemeente tot Kreis Jülich. Inden telt 7.480 inwoners (31 december 2020) op een oppervlakte van 35,92 km².

## Geografie
Hoogste punt: Goltsteinkippe 143,5 m boven NAP (Normalnull).
Laagste punt: Viehöven 90,0 m boven NAP
De gemeente werd sinds 1990 voor het grootste gedeelte afgegraven in het kader van de dagbouw ten behoeve van de bruinkool-winning. Vele bewoners moesten verhuizen en een riviertje moest omgelegd worden.
Buurgemeentes en Ortsteile
De buurgemeentes van Inden zijn met de klok mee (beginnend in het Noorden: Jülich, Niederzier, Düren, Langerwehe, Eschweiler en Aldenhoven.
Stadsdelen
Frenz, Inden/Altdorf, Lamersdorf, Lucherberg, Pier, Schophoven, Viehöven
Door dagbouw verdwenen dorpen
Altdorf, Geuenich, Alt-Inden

## Gemeentebestuur
De 26 zetels in de gemeenteraad zijn als volgt verdeeld:
- CDU 12 zetels
- SPD 11 zetels
- Grüne 3 zetels

(Stand: gemeenteraadsverkiezingen 26 september 2004)

## Bezienswaardigheden
- Gut Lützeler in Inden/Altdorf
- Gut Müllenark in Schophoven
- Uitkijkpunt Tagebau Inden
- Haus Pesch in Pier
- St. Helena Kapelle in Vilvenich
- Indeniederung

Overige bouwwerken
- Kraftwerk Weisweiler

## Afbeeldingen

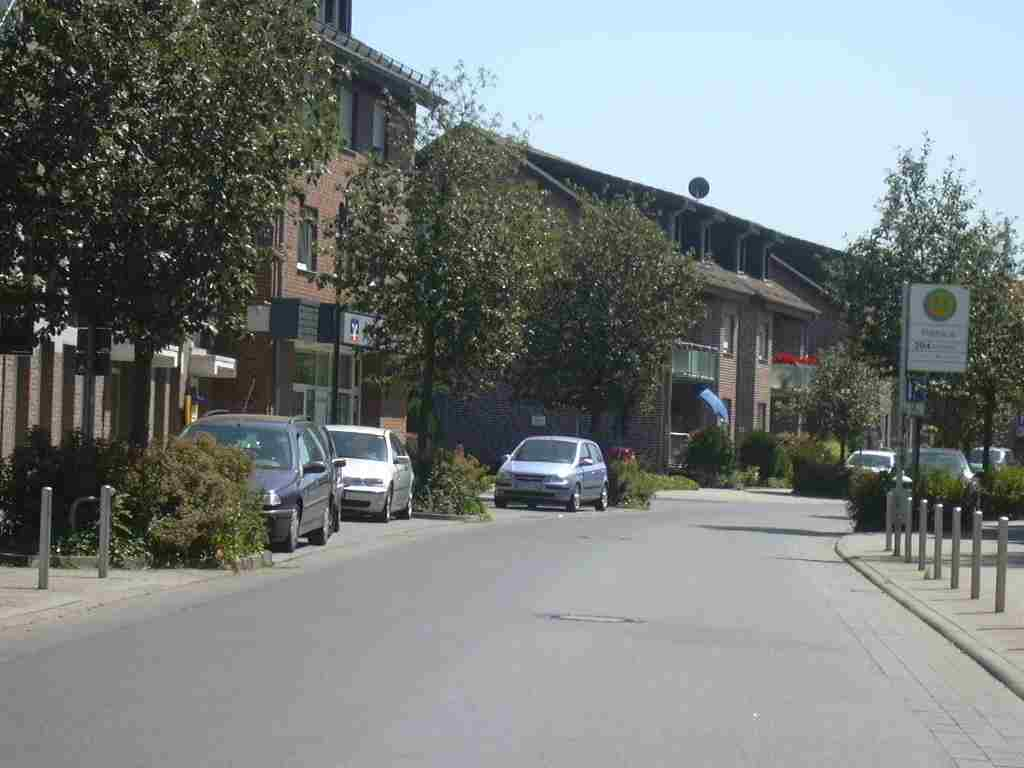
Dorpsgezicht
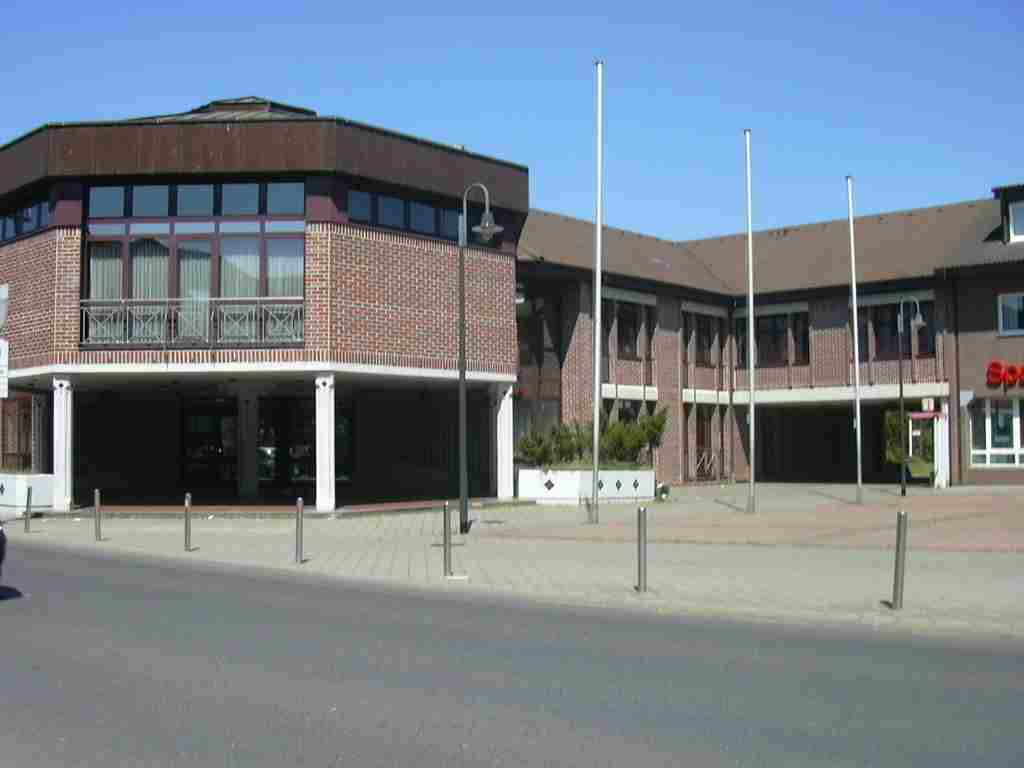
Het gemeentehuis
Bruinkoolwinning
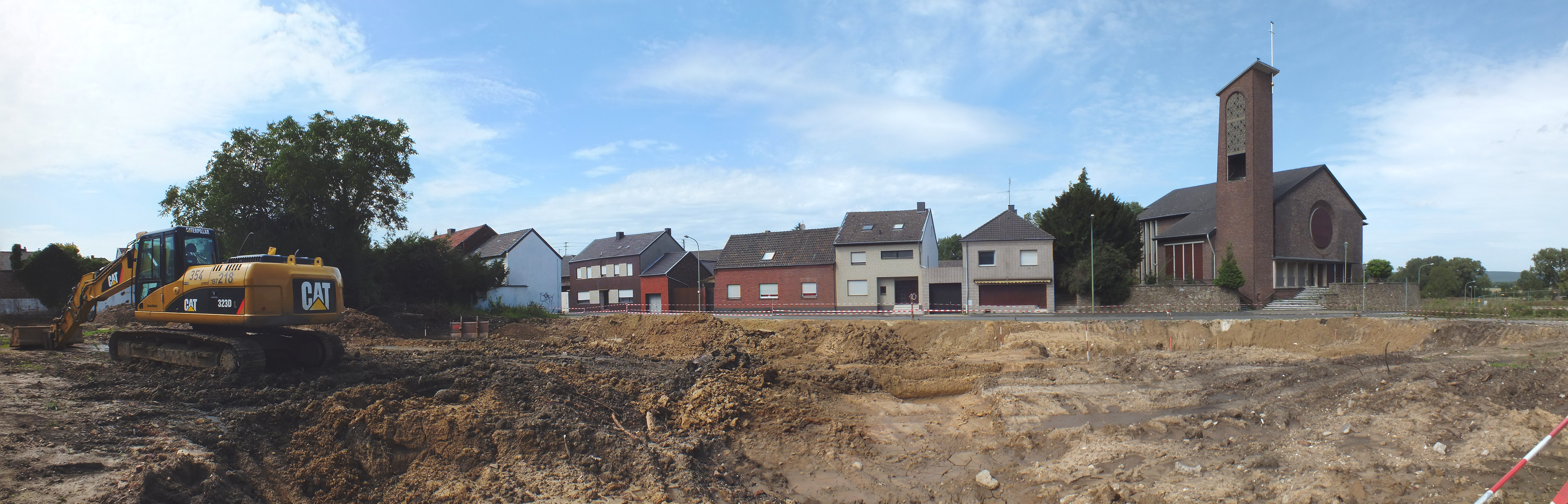
Het dorp Inden vlak voor de sloop